# Пінон сірошиїй
Пі́нон сірошиїй (Ducula carola) — вид голубоподібних птахів родини голубових (Columbidae). Ендемік Філіппін.

## Опис
Довжина птаха становить 32-38 см. У самців лоб, обличчя, тім'я і шия попелясто-сірі, верхня частина тіла темно-сірі. Покривні пера крил сірі , поцятковані чорними плямами і смугами з бронзово-зеленим відтінком. Махові пера чорнувати з темно-зеленим відблиском. Надхвістя сіро-коричневе з бронзово-зеленим і блакитним відтінком. Верхні покривні пера хвоста чорнуваті з зеленим відблиском, стернові пера чорні з синьо-зеленим відтінком. Підборіддя і горло кремово-білі скроні сіруваті. Груди темно-сірі з білою плямою у формі півмісяця. Живіт бурий, боки сірі, стегна каштанові. Гузка і нижні покривні пера хвоста чорнуваті. Райдужки білуваті, навколо очей плями голої сизої шкіри. Восковиця і дзьоб біля основи фіолетові або рожевуваті, кінчик дзьоба білий. Лапи фіолетові або рожеві. У самиць верхня частина тіла більш коричнева, біла пляма на грудях відсутня.

## Підвиди
Виділяють три підвиди:
- D. c. carola (Bonaparte, 1854) — острови Лусон, Міндоро і Сібуян;
- D. c. nigrorum (Whitehead, J, 1897) — острови Негрос і Сікіхор;
- D. c. mindanensis (Ogilvie-Grant, 1905) — острів Мінданао.

## Поширення і екологія
Сірошиї пінони живуть у вологих рівнинних і гірських тропічних лісах та на узліссях. Зустрічаються зграйками, на висоті до 2400 м над рівнем моря. Ведуть кочовий спосіб життя. Живляться плодами.

## Збереження
МСОП класифікує цей вид як вразливий. За оцінками дослідників, популяція сірошиїх пінонів становить від 3500 до 15000 птахів. Їм загрожує знищення природного середовища і полювання. Підвид D. c. nigrorum, імовірно, вимер.